# Gutemberg Freire Régis
Gutemberg Freire Régis CSsR (* 14. August 1940 in Lago do Anamã) ist ein brasilianischer Ordensgeistlicher und emeritierter Prälat von Coari.

## Leben
Gutemberg Freire Régis trat der Ordensgemeinschaft der Redemptoristen bei und empfing am 22. Juni 1966 die Priesterweihe.
Papst Paul VI. ernannte ihn am 21. Oktober 1974 zum Prälaten von Coari. Der Erzbischof von Manaus, João de Souza Lima, spendete ihm am 23. Juli 1978 die Bischofsweihe; Mitkonsekratoren waren Joaquim de Lange CSSp, Prälat von Tefé, und Adalberto Domingos Marzi OFMCap, Prälat von Alto Solimões.
Von seinem Amt trat er am 28. Februar 2007 zurück.